# 홍콩 야구 국가대표팀
홍콩 야구 국가대표팀은 홍콩을 대표하는 야구 국가대표팀이다.

## 개요
2010년대 중반 이전만 하더라도 아시아에서 최약체팀 중에 하나였으나 이후 홍콩대표팀보다 강했던 인도네시아나 태국 등에게도 승리하기 시작하면서 동아시안컵 대회에서는 필리핀 다음 순위가 될 정도로 발전하였다. 
2018년 자카르타 팔렘방 아시안게임에서도 개최국 인도네시아를 상대로 아시안 게임 출전 사상 첫 승을 기록하였고, 콜드게임을 예상한 대한민국을 상대로 9회까지 경기 하였다.

## 국제대회 성적

### 아시안 게임
- 2010년 광저우 아시안 게임 : 공동 7위
- 2014년 인천 아시안 게임 : 공동 7위
- 2018년 자카르타 팔렘방 아시안 게임 : 6위
- 2022년 항저우 아시안 게임 : 6위

### 아시아 선수권
- 2007년 아시아 야구 선수권 대회: 6위
- 2017년 아시아 야구 선수권 대회: 5위
- 2019년 아시아 야구 선수권 대회: 6위
- 2023년 아시아 야구 선수권 대회: 6위
- 2025년 아시아 야구 선수권 대회:

### 대륙간컵(폐지)
- 2010년 인터콘티넨털컵 야구 대회: 10위

### 동아시안 게임(폐지)
- 2013년 텐진 동아시안 게임 : 6위